# 宝胜古寺
宝胜古寺，位于中国广东省肇庆市四会市大沙镇安平村委安一村，占地面积1571平方米。始建于北宋崇宁年间（1102～1106），原名“化师台”。元至元二十七年（1290年）就台建寺，元贞元年（1295）建成，并取名宝胜寺。清代重修，改名为宝胜古寺。1986年12月，公布为四会县第一批文物保护单位。2019年4月19日，入选第九批广东省文物保护单位。